# Xuân Minh, Quang Bình
Xuân Minh là một xã thuộc huyện Quang Bình, tỉnh Hà Giang, Việt Nam.

## Địa lý
Xã Xuân Minh nằm ở phía đông bắc huyện Quang Bình, có vị trí địa lý:
- Phía đông giáp huyện Bắc Quang
- Phía tây giáp xã Tiên Nguyên và xã Tân Bắc
- Phía nam giáp xã Tân Trịnh
- Phía bắc giáp huyện Hoàng Su Phì.

Xã Xuân Minh có diện tích 68,15 km², dân số năm 2019 là 2.631 người, mật độ dân số đạt 39 người/km².

## Lịch sử
Ngày 18 tháng 11 năm 1983, Hội đồng Bộ trưởng ban hành Quyết định 136-HĐBT về việc:
- Thành lập xã Xuân Minh thuộc huyện Bắc Quang trên cơ sở tách các thôn Pắc Piàng, Nậm Chàng, Lang Cang của xã Tân Lập
- Điều chỉnh xã Xuân Minh về huyện Hoàng Su Phì quản lý.

Ngày 1 tháng 12 năm 2003, Chính phủ ban hành Nghị định 146/2003/NĐ-CP về việc thành lập huyện Quang Bình trên cơ sở điều chỉnh xã Xuân Minh thuộc huyện Hoàng Su Phì về huyện Quang Bình quản lý.